# Hysterochelifer fuscipes
Espèce
Synonymes
- Chelifer fuscipes Banks, 1909

Hysterochelifer fuscipes est une espèce de pseudoscorpions de la famille des Cheliferidae.

## Distribution
Cette espèce est endémique des États-Unis. Elle se rencontre en Californie, en Oregon et au Washington.

## Description
L'holotype mesure 1,8 mm.

## Publication originale
- Banks, 1909 : New Pseudoscorpionida. Canadian Entomologist, vol. 41, p. 303-307 (texte intégral).